# 济阳郡 (河南)
济阳郡，中国古代的郡。
汉朝时屬济阴郡。晋惠帝时分陈留郡置济阳国，东晋改济阳国为济阳郡，治所在济阳县（在今河南省兰考县堌阳镇），领济阳、考城（今民权县东北）诸县，辖区相当于今河南兰考东部、民权一带及山东省东明县南境。北魏废济阳郡。